# Покрово-Березовский сельсовет
Покрово-Березовский сельсовет — сельское поселение в Пензенском районе Пензенской области Российской Федерации.
Административный центр — село Покрово-Березовка.

## История
Статус и границы сельского поселения установлены Законом Пензенской области от 2 ноября 2004 года № 690-ЗПО «О границах муниципальных образований Пензенской области».

## Население
| 2002  | 2010  | 2012  | 2013  | 2014  | 2015  | 2016  |
| ----- | ----- | ----- | ----- | ----- | ----- | ----- |
| 638   | ↘468  | ↗1493 | ↘1488 | ↘1465 | ↘1453 | ↘1423 |
| 2017  | 2018  | 2021  |       |       |       |       |
| ↘1398 | ↘1339 | ↘905  |       |       |       |       |

## Состав сельского поселения
| № | Населённый пункт  | Тип населённого пункта       | Население |
| - | ----------------- | ---------------------------- | --------- |
| 1 | Андреевка         | село                         | ↘108      |
| 2 | Бутаевка          | деревня                      | 4         |
| 3 | Васильевка        | деревня                      | ↘49       |
| 4 | Ермолаевка        | село                         | ↘240      |
| 5 | Новопавловка      | село                         | ↘327      |
| 6 | Покрово-Березовка | село, административный центр | ↘362      |
| 7 | Саловка           | железнодорожная станция      | ↘371      |

### Упразднённые населённые пункты
Центральная усадьба совхоза «Широкополье» — упразднённый в 1966 году населённый пункт.